# Jane Forrest
Jane Suzanne Forrest (* 21. April 1962) ist eine australische Badmintonspielerin. 

## Karriere
Jane Forrest nahm 1982 an den Commonwealth Games teil. Mit der australischen Mannschaft gewann sie dort Bronze. Im Einzel stand sie bei derselben Veranstaltung in der dritten Runde.